# Hotel twoich snów / Przytul mnie
Hotel twoich snów / Przytul mnie – trzeci singel zespołu Kombi. Znalazły się na nim dwa utwory z płyty Kombi. Utwór „Przytul mnie” umieszczony został na singlu po raz drugi, jednak tym razem zamieszczono wersję wokalną z tekstem napisanym przez Marka Dutkiewicza. Został wydany w 1980 roku. Powstała również jego wersja nagrana w duecie z Marylą Rodowicz.

## Lista utworów
1. „Hotel twoich snów” (muz. Grzegorz Skawiński - sł. Marek Dutkiewicz) - 3:44
2. „Przytul mnie” (muz. Sławomir Łosowski - sł. Marek Dutkiewicz) - 4:41